# 北和気村
北和気村（きたわけそん）は、岡山県勝田郡にあった村。
現在の久米郡美咲町書副、周佐、百々、羽仁、宮山、安井、行信に当たる。

## 沿革
- 1889年6月1日 - 町村制施行に伴い、勝南郡書副村、周佐村、百々村、羽仁村、宮山村、安井村、行信村が合併し、北和気村となる。大字百々に役場を置く。
- 1900年4月1日 - 勝南郡が勝北郡と合併し、勝田郡となる。
- 1955年1月1日 - 勝田郡南和気村、飯岡村、久米郡吉岡村と合併し、久米郡柵原町となる。

## 地名の読み方
- 書副（かいぞえ）
- 周佐（すさ）
- 百々（どうどう）
- 羽仁（はに）
- 宮山（みややま）
- 安井（やすい）
- 行信（ゆきのぶ）

## 現在の様子

### 郵便番号
- 708-1501 久米郡美咲町安井
- 708-1502 久米郡美咲町宮山
- 708-1507 久米郡美咲町百々
- 708-1511 久米郡美咲町行信
- 708-1542 久米郡美咲町羽仁
- 708-1543 久米郡美咲町書副
- 708-1544 久米郡美咲町周佐

708-150X、708-151Xの残りの番号は南和気村を、708-154Xの残りの番号は吉岡村を参照。

### 教育

#### 幼稚園
- 美咲町立柵原東幼稚園

#### 小学校
- 美咲町立柵原東小学校

### 交通

#### 鉄道
旧村内を走る鉄道およびその駅なし

#### 道路

##### 高速道路
旧村内を走る高速道路なし

##### 国道
旧村内を走る国道なし

##### 県道
- 主要地方道
  - 岡山県道52号勝央仁堀中線
- 一般県道
  - 岡山県道379号百々樫村線
  - 岡山県道413号安井津山線

### 河川・山岳

#### 河川
- 吉井川
- 甲和気川
- 乙和気川

#### 山岳
- 和気山
- 日ヶ暮山

### 寺院・神社

#### 寺院
- 観音寺
- 華蔵寺

#### 神社
- 大宮神社
- 高此野神社